# Aduana de Buenos Aires
La Aduana de Buenos Aires es el edificio que aloja a la Dirección General de Aduanas en Buenos Aires, capital de Argentina. Es obra de los arquitectos Lanús y Hary, se inauguró en 1910 y en 2009 se transformó en Monumento Histórico Nacional. Su dirección es Azopardo 350.

## Historia

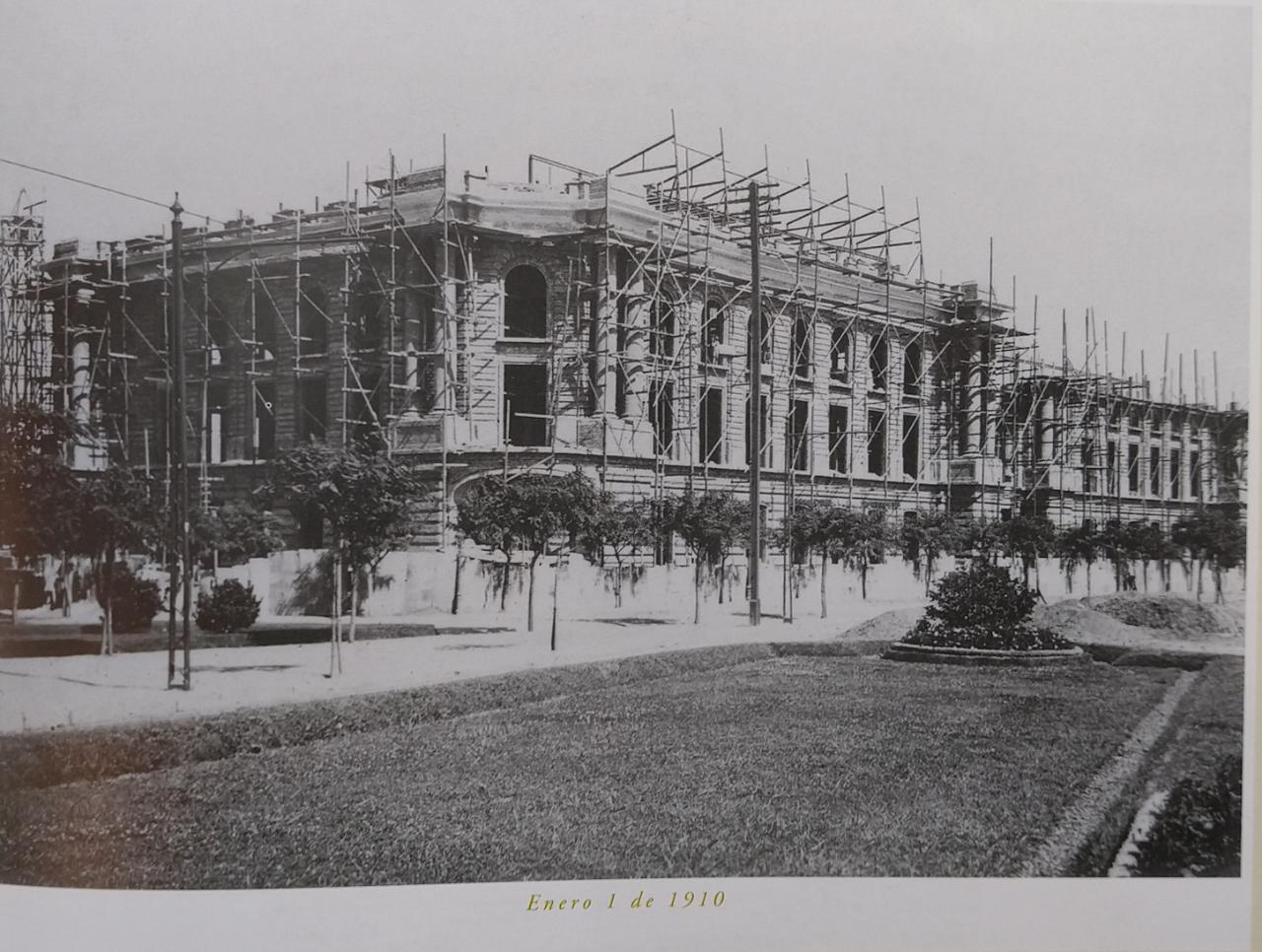
Edificio de la Aduana de Buenos Aires durante su construcción

La Aduana de Buenos Aires existió desde el año 1580, cuando la ciudad fue fundada por el adelantado Juan de Garay. 
Comenzó sin tener un edificio propio, alquilando casas, hasta que, debido a la promulgación del Reglamento de Aranceles Reales de Libre Comercio por Carlos III en 1778, se reconoció la necesidad de ubicarla en la cercanía al puerto. Para esto, se comisionó a Manuel Ignacio Fernández para seleccionar la nueva sede de la Aduana. Recién en 1783 se logra acordar en el alquiler por el intendente De Paula Sanz.
Funcionó en la casa de Domingo Basavilbaso en la esquina SO de Belgrano y Balcarce quien la construyó en 1782, perteneciendo después a la familia Azcuénaga. La aduana (Aduana Vieja) funcionó allí desde 1783 hasta 1858, luego siendo demolida en 1891.
Proyectada en 1853, y terminada su construcción en 1858, ocupó el edificio conocido como Aduana de Taylor hasta 1896, siendo esta, una construcción con forma semicircular levantada en terrenos ganados al río, que fue demolida al rellenarse la ribera para construir el Puerto Madero. Su espacio y su forma peculiar siguen en la actualidad presentes en el Parque Colón.
Como la Aduana tuvo que pasar a ocupar de manera improvisada el llamado Edificio de Rentas Nacionales (terreno hoy ocupado por el Palacio de Hacienda), se decidió que era necesaria la construcción de un edificio adecuado para alojar a este organismo, en pleno proceso de expansión gracias al modelo agroexportador.
De esta forma, fue asignado al nuevo "palacio" de Aduana un terreno nacido con el relleno costero del nuevo puerto, delimitado por las avenidas Paseo Colón e Ingeniero Huergo, y las entonces calles Belgrano y Moreno. En 1908, el estudio de los arquitectos Eduardo Lanús y Pablo Hary proyectó el nuevo edificio
Las obras comenzaron hacia enero de 1909, bajo la presidencia de José Figueroa Alcorta. El edificio fue inaugurado el 8 de octubre de 1910, cuatro días antes de que Figueroa Alcorta fuera sucedido en su cargo por Roque Sáenz Peña y en el marco del festejo del Centenario de la Revolución de Mayo. De todas formas, la nueva Aduana comenzó a ser ocupada recién el siguiente 6 de enero. La mudanza comenzó a partir de enero de 1911, y se habría entregado el edificio oficialmente el 2 de mayo de 1913 y su obra con las dos torres habría finalizado en C.1915
El 28 de septiembre de 2009, el Decreto 1309/09 firmado por la presidenta Cristina Fernández de Kirchner lo declaró Monumento Histórico Nacional.

## Descripción

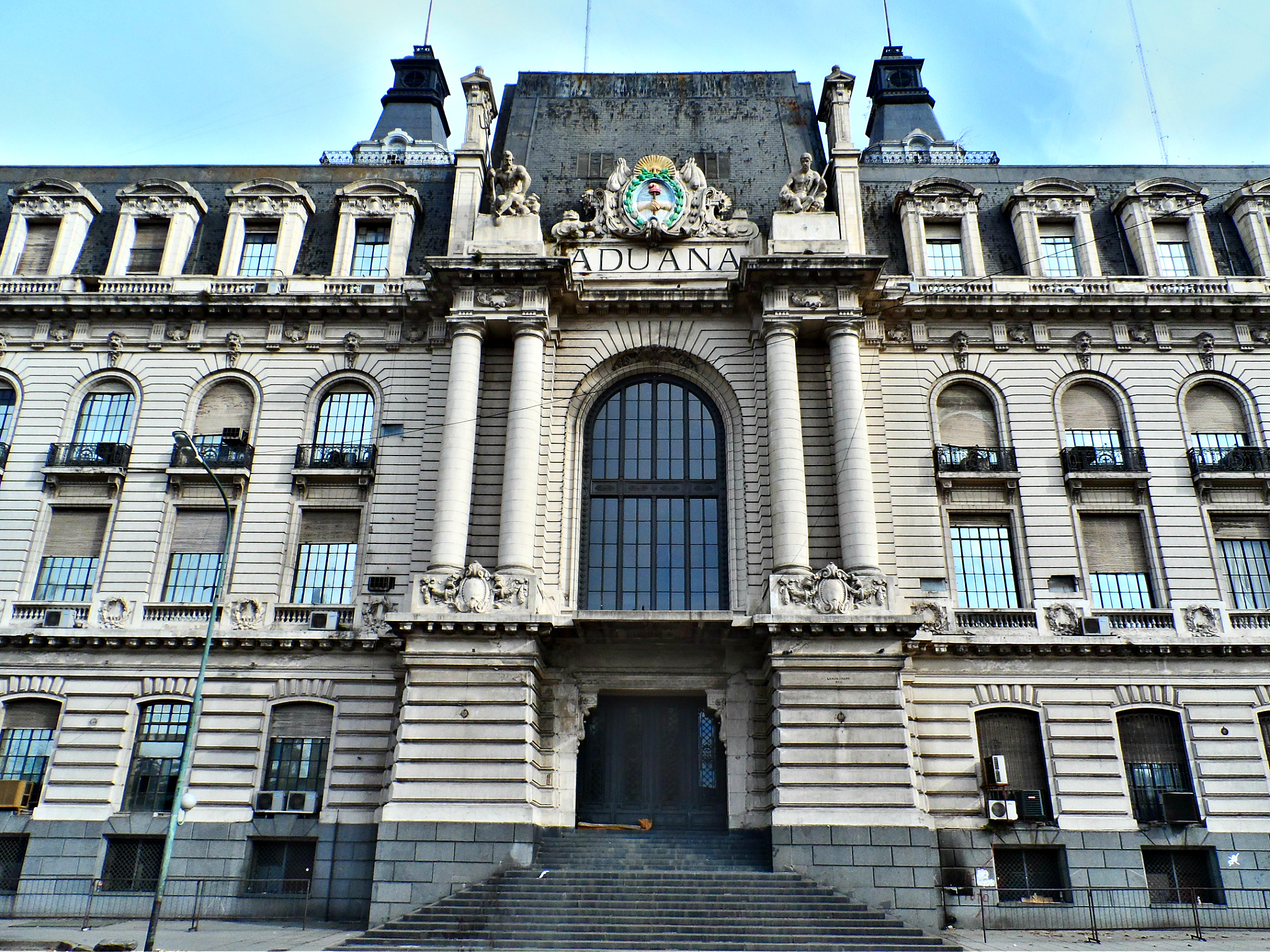
Fachada del edificio

El edificio es de estilo academicista francés y sus fachadas están revestidas en símil piedra París. Posee un subsuelo, planta baja y tres pisos superiores, con una mansarda de pizarra, material que también reviste los extremos de las dos torres gemelas, las cuales se pueden ver incluso a bastante distancia, desde los diques del barrio Puerto Madero. El elemento más destacado del edificio de la Aduana porteña es su absoluta simetría y volumen, ya que ocupa toda la manzana. Un elemento importante de representación es el escudo de la República Argentina ubicado sobre la inscripción "ADUANA", en las fachadas principales que miran a la calle Azopardo y la Avenida Huergo.
Las entradas principales son por el centro de simetría de las fachadas que miran a la calle Moreno y la Avenida Huergo, y constan de grandes pórticos de dos niveles de altura, enmarcados por inmensas columnas sobre volúmenes salientes. En cuanto a sus ambientes, está distribuidos entre 23 salones y 90 locales.
El arquitecto Jorge Liernur lo describe como «un contenedor neutro para las mercaderías a las que estaba destinada»”, adornado por un rico aparato figurativo en la decoración. El espacio de mayor interés es para él el gran vestíbulo, y no gracias a que la planta mostrara una articulación compleja, sino gracias al «magnífico tratamiento de la iluminación cenital».
Si bien en 2016 se dieron por terminados los trabajos de restauración, el edificio actual carece de la mayor parte de la ornamentación original, como los grupos escultóricos, ya que estos no fueron recreados. 